# Cơ thể tôi đâu rồi?
Cơ thể tôi đâu rồi? (tiếng Pháp: J'ai perdu mon corps, tiếng Anh: I Lost My Body) là một bộ phim hoạt hình chính kịch kỳ ảo mang đề tài xã hội của Pháp ra mắt năm 2019 do Jérémy Clapin đạo diễn, Marc du Pontavice sản xuất và Xilam Animation phát hành. Phim được chọn để công chiếu tại Tuần lễ phê bình phim quốc tế tại Liên hoan phim Cannes 2019 và giành Giải thưởng Nespresso, qua đó trở thành phim hoạt hình đầu tiên trong lịch sử hạng mục đạt được điều này. Cơ thể tôi đâu rồi? cũng nhận được đề cử Giải Oscar cho Phim hoạt hình hay nhất tại Giải Oscar lần thứ 92, nhưng cuối cùng đã để mất giải thưởng vào tay Câu chuyện đồ chơi 4.

## Tóm tắt nội dung
Ước mơ của Naoufel là trở thành nhạc công và phi hành gia. Sau khi bố mẹ qua đời trong một vụ tai nạn, Naoufel ăn nhờ ở đậu nhà ông chú và dẹp bỏ giấc mơ thuở nhỏ. Trong một lần giao bánh Pizza, Naoufel gặp Grabielle và có tình cảm với cô. Cậu ta đã xin làm thợ mộc trong xưởng của Gigi, chú của Grabielle, với hy vọng chinh phục được trái tim cô. Một lần bất cẩn, Naoufel gặp tai nạn lao động và mất đi bàn tay phải.

## Lồng tiếng
| Nhân vật      | Lồng tiếng Pháp      | Lồng tiếng Anh    |
| ------------- | -------------------- | ----------------- |
| Naoufel       | Hakim Faris          | Dev Patel         |
| Gabrielle     | Victoire Du Bois     | Alia Shawkat      |
| Gigi          | Patrick d'Assumçao   | George Wendt      |
| Young Naoufel | Alphonse Arfi        | Tucker Chandler   |
| The Father    | Hichem Mesbah        | Anouar H. Smaine  |
| The Mother    | Myriam Loucif        | Sarah Lynn Dawson |
| Raouf         | Bellamine Abdelmalek | Jonny Mars        |
| Mrs. Lussac   | Nicole Favart        | Barbara Goodson   |
| Baby's Mother | Céline Ronté         | Tara Sands        |

## Phát hành
Tháng 5 năm 2019, sau buổi công chiếu ra mắt tại Liên hoan phim Cannes, Netflix đã mua lại bản quyền và tiến hành phân phối Cơ thể tôi đâu rồi? tại nhiều thị trường quốc tế, ngoại trừ một số nước như Thổ Nhĩ Kỳ, Trung Quốc và vùng Benelux. Phim được công chiếu tại Pháp vào ngày 6 tháng 11 năm 2019 bởi hãng phim Rezo Films. Netflix cũng cho phép bộ phim được công chiều tại rạp ở một số quốc gia, bao gồm Mỹ vào ngày 15 tháng 11 và Vương quốc Anh vào ngày 22 tháng 11 năm 2019.

## Tiếp nhận & phê bình

### Đánh giá chuyên môn
Trên hệ thống tổng hợp kết quả đánh giá Rotten Tomatoes, phim nhận được 96% lượng đồng thuận dựa theo 72 bài đánh giá. Các chuyên gia của trang web nhất trí rằng: "Bằng phần hoạt họa tuyệt mỹ và độc đáo, Cơ thể tôi đâu rồi? đưa khán giả theo một cuộc hành trình kỳ lạ hiếm hoi, nơi những đường biên khó lường sẽ dẫn tới một điểm đến hoàn toàn thỏa mãn". Trên trang Metacritic, phần phim đạt số điểm 80% trên 100, dựa trên 19 nhận xét, chủ yếu là những lời khen ngợi.
Jordan Mintzer từThe Hollywood Reporter đã gọi tác phẩm là "Một câu chuyện nguyên bản và xúc động về sự mất mát, về cả thể chất lẫn tinh thần", Peter Debruge từ Variety viết, "Thật mạo hiểm khi nói rằng đây là một trong những tác phẩm hoạt hình nguyên bản và sáng tạo nhất tôi từng xem: đầy lo âu, [...] nhưng quyến rũ không nhờ và đậm chất thơ một cách đáng ngạc nhiên".

### Giải thưởng
| Lễ trao giải                              | Thời gian           | Hạng mục                                             | Đề cử                              | Kết quả   | Nguồn         |
| ----------------------------------------- | ------------------- | ---------------------------------------------------- | ---------------------------------- | --------- | ------------- |
| Tuần lễ phê bình phim quốc tế             | 22 tháng 5 năm 2019 | Nespresso Grand Prize                                | Jérémy Clapin                      | Đoạt giải | [ 14 ]        |
| Liên hoan phim hoạt hình quốc tế Annecy   | 15 tháng 6 năm 2019 | Cristal for a Feature Film                           | Jérémy Clapin                      | Đoạt giải | [ 15 ]        |
| Liên hoan phim hoạt hình quốc tế Annecy   | 15 tháng 6 năm 2019 | Audience Award/Première                              | Jérémy Clapin                      | Đoạt giải | [ 15 ]        |
| Cộng đồng các nhà phê bình phim Detroit   | 9 tháng 12 năm 2019 | Phim hoạt hình xuất sắc nhất                         | Cơ thể tôi đâu rồi?                | Đề cử     | [ 16 ]        |
| Cộng đồng các nhà phê bình phim San Diego | 9 tháng 12 năm 2019 | Phim hoạt hình xuất sắc nhất                         | Cơ thể tôi đâu rồi?                | Đoạt giải | [ 17 ]        |
| Giải Lựa chọn của giới phê bình điện ảnh  | 12 tháng 1 năm 2020 | Phim hoạt hình xuất sắc nhất                         | Cơ thể tôi đâu rồi?                | Đề cử     | [ 18 ]        |
| Các nhà biên tập điện ảnh Hoa Kỳ          | 17 tháng 1 năm 2020 | Phim hoạt hình dựng xuất sắc nhất                    | Benjamin Massoubre                 | Đề cử     | [ 19 ]        |
| Giải Annie                                | 25 tháng 1 năm 2020 | Phim hoạt hình xuất sắc nhất — Độc lập               | Xilam, Netflix Animation           | Đoạt giải | [ 20 ]        |
| Giải Annie                                | 25 tháng 1 năm 2020 | Thành tựu đặc biệt cho âm nhạc trong phim hoạt hình  | Dan Levy                           | Đoạt giải | [ 20 ]        |
| Giải Annie                                | 25 tháng 1 năm 2020 | Thành tựu đặc biệt cho kịch bản trong phim hoạt hình | Jérémy Clapin và Guillaume Laurant | Đoạt giải | [ 20 ]        |
| Giải Oscar                                | 9 tháng 2 năm 2020  | Phim hoạt hình hay nhất                              | Jérémy Clapin và Marc du Pontavice | Đề cử     | [ 21 ] [ 22 ] |
| Giải César                                | 28 tháng 2 năm 2020 | Phim hoạt hình xuất sắc nhất                         | Cơ thể tôi đâu rồi?                | Đoạt giải | [ 23 ]        |
| Giải César                                | 28 tháng 2 năm 2020 | Nhạc nền phim xuất sắc nhất                          | Cơ thể tôi đâu rồi?                | Đoạt giải | [ 23 ]        |
| Giải César                                | 28 tháng 2 năm 2020 | Kịch bản chuyển thể xuất sắc nhất                    | Cơ thể tôi đâu rồi?                | Đề cử     | [ 23 ]        |